# Hell
Hell és una pel·lícula francesa dirigida per Bruno Avar, estrenada el 2006. La pel·lícula descriu el destí d'una noia evolucionant en l'univers dels Nappy.

## Argument
Hell és una noia procedent d'un mitjà molt parisenc. Passa les seves nits en les més classifiques boites parisenques i no freqüenta més que la jet set. Però en aquest món on tot són aparences, cau en un cert mal viure. Un vespre coneix Andrea, un jove home amb qui s'aïllarà durant sis mesos per començar un descens als inferns, davant la desaprovació dels seus pares respectius.

## Repartiment
- Sara Forestier: Hell
- Nicolas Duvauchelle: Andrea
- Didier Sandra: el pare d'Hell
- Christiane Mill: la mare d'Hell
- Anne-Marie Philipe: la mare d'Andrea
- Michel Vuillermoz: el decorador
- Louise Monot: Victoria
- May Alexandrov: Sibylle
- Sarah-Laure Estragnat: Cassandre
- Shirley Bousquet: Tatyanna
- Chloé Lambert: Diane

## Al voltant de la pel·lícula
- La pel·lícula en unprincipi havia de ser dirigit per Yvan Attal.
- Aquesta pel·lícula ha suscitat nombroses crítiques i ha tingut un èxit mitjà.
- En la projecció de la pel·lícula, Lolita Pille ha estrenat de la sala plorant.
- Protège-moi de Placebo és la banda sonora de la pel·lícula.